# メッテ・トランボルク
メッテ・トランボルク（Mette Tranborg、1996年1月1日 - ）は、デンマークのハンドボール選手で、オーデンセ・ハンドボルドとハンドボールデンマーク女子代表に所属。